# Lijst van gemeenten in het departement Hauts-de-Seine

Gemeenten in Hauts-de-Seine

Hieronder volgt een lijst van de 36 gemeenten (communes) in het Franse departement Hauts-de-Seine (departement 92).

## A
Antony
- Asnières-sur-Seine

## B
Bagneux
- Bois-Colombes
- Boulogne-Billancourt
- Bourg-la-Reine

## C
Châtenay-Malabry
- Châtillon
- Chaville
- Clamart
- Clichy
- Colombes
- Courbevoie

## F
Fontenay-aux-Roses

## G
Garches
- La Garenne-Colombes
- Gennevilliers

## I
Issy-les-Moulineaux

## L
Levallois-Perret

## M
Malakoff
- Marnes-la-Coquette
- Meudon
- Montrouge

## N
Nanterre
- Neuilly-sur-Seine

## P
Le Plessis-Robinson
- Puteaux

## R
Rueil-Malmaison

## S
Saint-Cloud
- Sceaux
- Sèvres
- Suresnes

## V
Vanves
- Vaucresson
- Ville-d'Avray
- Villeneuve-la-Garenne